# Dekanat Saulgau
Das Dekanat Saulgau ist eines von 25 Dekanaten in der römisch-katholischen Diözese Rottenburg-Stuttgart und besteht aus 30 Kirchengemeinden, 4 Seelsorgeeinheiten und 35.369 Katholiken. 

## Geographie
Das Gebiet des Dekanates umschließt den südlichen Teil des früheren württembergischen Altkreises Saulgau: Bad Saulgau, Altshausen, Königseggwald, Herbertingen, Hohentengen, Hundersingen, Mengen und Scheer. Heute erstreckt sich das Dekanat über den östlichen Teil des Landkreises Sigmaringen und Teile des Landkreises Ravensburg. Das Dekanat Saulgau grenzt im Osten an das Dekanat Biberach und im Westen an das Dekanat Sigmaringen-Meßkirch der Erzdiözese Freiburg.

## Gliederung
Das Dekanat gliedert sich in vier Seelsorgeeinheiten und 30 Kirchengemeinden. Mit einer Katholikenzahl von 35.369 ist das Dekanat mehrheitlich katholisch. Dekan des Dekanats Saulgau ist seit 2016 Peter Müller. Er ist zugleich Pfarrer der Seelsorgeeinheit Bad Saulgau.
Die Seelsorgeeinheiten (SE) sind:
- SE 1 Effata. Ablach – Donau
(Gemeinden: Mengen: Liebfrauen, Ennetach: St. Cornelius und Cyprian, Scheer: St. Nikolaus, Heudorf: St. Petrus und Paulus, Blochingen: St. Pelagius)
- SE 2 Göge – Donau – Schwarzachtal
(Gemeinden: Herbertingen: St. Oswald, Hohentengen: St. Michael, Hundersingen: St. Martin, Marbach: St. Nikolaus, Mieterkingen: St. Petrus und Paulus)
- SE 3 Bad Saulgau
(Gemeinden: Bad Saulgau: St. Johannes Baptist, Hochberg: Mariä Geburt, Braunenweiler: St. Pankratius, Moosheim: St. Johannes Baptist, Renhardsweiler: St. Georg, Friedberg: Mariä Himmelfahrt, Bolstern: St. Gallus, Fulgenstadt: St. Ulrich und Konrad, Wolfartsweiler: St. Leonhard, Sießen: St. Markus)
- SE 4 Altshausen
(Gemeinden: Altshausen: St. Michael, Ebenweiler: St. Urban, Fleischwangen: St. Felix und Adauctus, Boms: Mariä Himmelfahrt, Ebersbach: St. Michael, Boos: St. Valentinus, Königseggwald: St. Georg, Hoßkirch: St. Petrus, Riedhausen: St. Michael, Unterwaldhausen: Allerheiligen)